# Bretagne Classic Ouest-France 2022
Die Bretagne Classic 2022 war die 86. Austragung des französischen Eintagsrennens. Das Rennen fand am 28. August statt und war Teil der UCI WorldTour 2022.

## Teilnehmende Mannschaften und Fahrer
Neben den 18 UCI WorldTeams standen 6 UCI ProTeams am Start. Mit Ausnahme der Teams Israel-Premier Tech und Bardiani CSF Faizanè starteten für jedes Team sieben Fahrer.
Mit dem Titelverteidiger Benoît Cosnefroy (AG2R Citroën), Michael Matthews (BikeExchange-Jayco), Oliver Naesen (AG2R Citroën) und Elia Viviani (Ineos Grenadiers) standen vier ehemalige Sieger des Rennens am Start.
Als Siegesanwärter galten: Wout Van Aert (Jumbo-Visma), Biniam Girmay (Intermarché-Wanty-Gobert Matériaux), Benoît Cosnefroy, Michael Matthews, Dylan Teuns, Jakob Fuglsang (beide Israel-Premier Tech), Tadej Pogačar, Matteo Trentin (beide UAE Team Emirates), David Gaudu, Valentin Madouas, Stefan Küng (Groupama-FDJ), Søren Kragh Andersen (DSM), Anthony Turgis, Peter Sagan (beide TotalEnergies), Mauro Schmid (Quick-Step Alpha Vinyl), Victor Campenaerts (Lotto Soudal), Jhonatan Narváez (Ineos Grenadiers), Alex Aranburu (Movistar), Magnus Cort Nielsen (Education-EasyPost) und Warren Barguil (Arkéa-Samsic)
Hinzu kamen Sprinter wie Arnaud Démare (Groupama-FDJ), Giacomo Nizzolo (Israel-Premier Tech), Elia Viviani und Arnaud De Lie (Lotto Soudal).

## Streckenführung
Zum ersten Mal seit dem Jahr 2018 führte die Bretagne Classic vom Start- und Zielort Plouay wieder in Richtung Südosten ins Umland von Vannes. Die Strecke führte über 254,8 Kilometer und beinhaltete eine Vielzahl von kurzen und teils steilen Anstiegen, die im Verlauf des Rennens passiert werden mussten. Nach dem Start ging es über Lanvaudan nach Baud. Anschließend behielten die Fahrer die Richtung bei und passierten Vannes im Norden. Bei Theix-Noyalo erreichte die Strecke bei Kilometer 80,5 ihren südlichsten Punkt, ehe es zurück in Richtung Nordwesten ging. Nun wurden die größeren Gemeinden Plumelec, Locminé und Guémené-sur-Scorff durchfahren. Kurz darauf folgte der Anstieg nach Bot Coët (241 m), der den höchsten Punkt des Rennens markiert. Nachdem der Anstieg rund 76 Kilometer vor dem Ziel passiert wurde, ging es über enge Straßen mit einer Vielzahl an Richtungswechseln zurück in Richtung Plouay.
Das Finale begann mit dem im Schnitt 9 % steilen Anstieg nach Marta rund 26,3 Kilometer vor dem Ziel. Nachdem auch die Anstiege Longeo und Bois de Kerlucas überquert wurden, ging es auf den abschließenden Rundkurs, der 15,6 Kilometer lang war und eineinhalb-Mal befahren wurde. Nach der ersten Zieldurchfahrt bildeten der Bosse de Rostervel (1,5 km / 4,5 % / max. 10 %), Bosse du Lezot (0,9 km / 5,3 % / max. 14 %) und der Bosse de Kerscoulic (0,2 / 8,9 % / max. 12 %) die letzten Hindernisse, ehe eine knapp drei Kilometer lange flache Abfahrt zur Zielgeraden führte, die auf den letzten Meter mit rund 2,5 % anstieg.
Ursprünglich hätten auch zwei Schotter-Abschnitte befahren werden sollen, die jedoch aus Sicherheitsbedenken aus dem Programm gestrichen wurden.
| #  |                               | km    | Länge (m) | Ø Steigung | max. Steigung | Schotter |
| -- | ----------------------------- | ----- | --------- | ---------- | ------------- | -------- |
| 1  | Rostervel                     | 1,4   | 1500      | 5 %        | 10 %          |          |
| 2  | Mané Groëz                    | 9,4   | 400       | 5 %        | 7 %           |          |
| 3  | Kergroës                      | 10,3  | 400       | 5 %        | 7 %           |          |
| 4  | Rosménic                      | 12,6  | 900       | 4 %        | 7 %           |          |
| 5  | Kergouët                      | 23,6  | 1000      | 3 %        | 5 %           |          |
| 6  | Kerallain                     | 25,1  | 700       | 4 %        | 6 %           |          |
| 7  | Camors                        | 32,9  | 1700      | 4 %        | 6 %           |          |
| 8  | Bod en Estic                  | 42,9  | 800       | 4 %        | 4 %           |          |
| 9  | Feten Hont                    | 64,7  | 400       | 6 %        | 9 %           |          |
| 10 | Lissauz                       | 67,2  | 700       | 6 %        | 8 %           |          |
| 11 | Bellevue                      | 68,7  | 500       | 4 %        | 5 %           |          |
| 12 | Guelan                        | 85,4  | 500       | 4 %        | 6 %           |          |
| 13 | Tréhornec                     | 89,8  | 600       | 5 %        | 6 %           |          |
| 14 | Treffléan                     | 90,9  | 700       | 5 %        | 6 %           |          |
| 15 | Quiniac                       | 94,1  | 500       | 4 %        | 5 %           |          |
| 16 | Cadoudal                      | 112,4 | 1400      | 6 %        | 10 %          |          |
| 17 | Govéro                        | 119,1 | 400       | 4 %        | 5 %           |          |
| 18 | Quillio                       | 122,7 | 400       | 5 %        | 6 %           |          |
| 19 | Bignan                        | 126,3 | 400       | 4 %        | 6 %           |          |
| 20 | Locminé                       | 131,9 | 800       | 5 %        | 7 %           |          |
| 21 | Le Petit Kerbollot            | 133,9 | 500       | 4 %        | 5 %           |          |
| 22 | Kervihan                      | 143,1 | 700       | 5 %        | 5 %           |          |
| 23 | Keranto                       | 145,3 | 500       | 4 %        | 5 %           |          |
| 24 | Kermadec                      | 147,6 | 400       | 4 %        | 5 %           |          |
| 25 | La Couarde                    | 152,9 | 700       | 4 %        | 5 %           |          |
| 26 | Le Scaouët                    | 154,1 | 1100      | 4 %        | 6 %           |          |
| 27 | Kerhouis                      | 159,6 | 1100      | 4 %        | 7 %           |          |
| 28 | Sainte-Christine              | 171,1 | 600       | 5 %        | 7 %           |          |
| 29 | Kerlouis                      | 173,7 | 1000      | 5 %        | 12 %          |          |
|    | Gravel de Coët Crénénan       | 174,3 | 1575      |            |               | x        |
| 30 | Bot Coët                      | 177,5 | 1200      | 7 %        | 16 %          |          |
| 31 | Kersalut                      | 180   | 500       | 4 %        | 6 %           |          |
| 32 | Tréorzan                      | 187,5 | 1400      | 7 %        | 10 %          |          |
| 33 | Malvoisin                     | 189,9 | 400       | 7 %        | 9 %           |          |
| 34 | Bellevue                      | 198,3 | 400       | 4 %        | 7 %           |          |
|    | Gravel de Jean-Dily à Kerloas | 200,3 | 675       |            |               | x        |
| 35 | Kerloas                       | 200,9 | 700       | 8 %        | 16 %          |          |
| 36 | Le Hinguer                    | 203,8 | 1000      | 6 %        | 7 %           |          |
| 37 | Saint-Yves                    | 206   | 400       | 4 %        | 6 %           |          |
| 38 | Kermoël                       | 208,4 | 1000      | 6 %        | 7 %           |          |
| 39 | Le Moustoir                   | 213   | 400       | 7 %        | 9 %           |          |
| 40 | Sainte-Anne des Bois          | 216,5 | 1000      | 4 %        | 8 %           |          |
| 41 | Croix Verte                   | 218,5 | 900       | 4 %        | 7 %           |          |
| 42 | Sacré Chœur                   | 222,4 | 400       | 3 %        | 5 %           |          |
| 43 | Beg ar Salud                  | 223,6 | 500       | 7 %        | 12 %          |          |
| 44 | Marta                         | 226,8 | 1500      | 6 %        | 13 %          |          |
| 45 | Kerharff                      | 229   | 400       | 6 %        | 8 %           |          |
| 46 | Longeo                        | 234,5 | 1500      | 6 %        | 12 %          |          |
| 47 | Bois de Kerlucas              | 239,3 | 600       | 5 %        | 10 %          |          |
|    | Einfahrt Rundkurs             | 239,3 |           |            |               |          |
| 48 | Bosse de Rostervel            | 244,6 | 1500      | 5 %        | 10 %          |          |
| 49 | Bosse du Lezot                | 249,8 | 900       | 5 %        | 14 %          |          |
| 50 | Bosse de Kerscoulic           | 251,3 | 300       | 7 %        | 11 %          |          |
|    | Ziel                          | 254,8 |           |            |               |          |

## Rennverlauf und Ergebnis
Unmittelbar nach dem Start setzten sich mit Luke Rowe (Ineos Grenadiers), Chris Hamilton (DSM), Jewgeni Giditsch (Astana Qazaqstan), Pierre Rolland (B&B Hotels p/b KTM), Martin Urinstad (Uno-X) und Johan Meens (Bingoal Pauwels Sauces WB) sechs Fahrer vom Hauptfeld ab. Die Gruppe konnte einen maximalen Vorsprung von rund vier Minuten herausfahren, womit sie keine Gefahr für die Favoriten darstellten. Im Hauptfeld übernahm die Mannschaft Jumbo-Visma die Tempoarbeit und führte das Peloton in Richtung Vannes. 77 Kilometer vor dem Ziel griff Samuele Zoccarato (Bardiani CSF Faizanè) an und löste sich vom Hauptfeld. Der Italiener konnte rund eine Minute herausfahren und kam bis auf zwei Minuten an die Ausreißergruppe heran. Als es auf die schmaleren und kurvigeren Straßen der Bretagne ging, ereigneten sich im Hauptfeld mehrere Stürze, in die auch Tom Devriendt (Intermarché-Wanty-Gobert Matériaux), Dion Smith und Luka Mezgec (beide BikeExchange-Jayco) involviert waren. Rund 67 Kilometer vor dem Ziel kam es auf dem Anstieg von Tréorzan zu weiteren Angriffen im Hauptfeld. Mit Aurélien Paret-Peintre (AG2R Citroën), Jan Tratnik (Bahrain Victorious), Andrea Piccolo (EF Education-EasyPost), Rui Oliveira (UAE Team Emirates) und Kevin Geniets (Groupama-FDJ) löste sich eine Gruppe mit starken Fahrern, die wenig später zu Samuele Zoccarato aufschlossen. Im Hauptfeld blieb es weiter unruhig und mit Matteo Trentin (UAE Team Emirates), Pavel Bittner (DSM), Markus Hoelgaard (Trek-Segafredo) sowie Krists Neilands (Israel-Premier Tech) löste sich nach kurzer Zeit eine weitere Gruppe, die ebenfalls zu den Verfolgern aufschließen konnte.
47 Kilometer vor dem Ziel schloss die Verfolgergruppe zur Spitze des Rennens auf, in der sich nun 16 Fahrer befanden. Mit Yevgeniy Gidich fiel jedoch nach wenigen Kilometern der erste Fahrer zurück, da er dem hohen Tempo nicht mehr folgen konnte. Der Vorsprung der neu formierten Spitzengruppe war unterdessen auf unter eine Minute gesunken. Im Anstieg von Marta, der rund 28 Kilometer vor dem Ziel überquert wurde, forcierte Jan Tratnik das Tempo und setzte sich allein an die Spitze des Rennens. Während die ehemalige Spitzengruppe zu zerfallen begann, griff Wout van Aert (Jumbo-Visma) im Hauptfeld an, was einerseits dazu führte, dass dieses stark reduziert wurde und andererseits die Einholung abgehängter Fahrer zur Folge hatte. Rund 16 Kilometer vor dem Ziel schlossen mit Andrea Piccolo und Samuele Zoccarato zwei Fahrer zu Jan Tratnik auf. Das Trio erreichte die erste Zielpassage rund 12 Kilometer vor dem Ziel mit einem kleinen Vorsprung auf die ersten Verfolgergruppe. Dahinter folgte mit einem geringen Abstand das Hauptfeld, in dem noch rund 30 Fahrer vertreten waren. Während die Verfolgergruppe kurz nach der ersten Zielpassage gestellt wurde, behauptete das Führungstrio seinen Vorsprung von wenigen Sekunden.
Rund 10 Kilometer vor dem Ziel kam es im Anstieg des Bosse Rostervel zu mehreren Attacken im Hauptfeld, wobei sich kein Fahrer entscheidend absetzen konnte. Die Tempoverschärfungen führten jedoch dazu, dass der Vorsprung der Spitzengruppe schrumpfte. Im Bosse de Lezot konnte sich Jan Tratnik von seinen Begleitern lösen, ehe er vor der Kuppe von Valentin Madouas (Groupama-FDJ), Wout van Aert und Oliver Naesen (AG2R Citroën) eingeholt wurde. Die Spitzengruppe wuchs jedoch noch vor dem Schlussanstieg des Bois de Kerlucas wieder an, der ebenfalls keine Vorentscheidung brachte. Auf den letzten Kilometern hielt Benoît Cosnefroy (AG2R Citroën) das Tempo für seinen Teamkollegen Oliver Naesen hoch, ehe das Team Lotto Soudal den Sprint eröffnete. In diesem setzte sich Wout van Aert knapp vor Axel Laurance (B&B Hotels p/b KTM) und Alexander Kamp (Trek-Segafredo) durch.
| Platz | Fahrer           | Nation | Team                               | Zeit                   |
| ----- | ---------------- | ------ | ---------------------------------- | ---------------------- |
| 01.   | Wout van Aert    | BEL    | Jumbo-Visma                        | 6:04:22 h (41,95 km/h) |
| 02.   | Axel Laurance    | FRA    | B&B Hotels-KTM                     | "                      |
| 03.   | Alexander Kamp   | DEN    | Trek-Segafredo                     | "                      |
| 04.   | Arnaud de Lie    | BEL    | Lotto Soudal                       | "                      |
| 05.   | Filippo Fiorelli | ITA    | Bardiani CSF Faizanè               | "                      |
| 06.   | Biniam Girmay    | ERI    | Intermarché-Wanty-Gobert Matériaux | "                      |
| 07.   | Oliver Naesen    | BEL    | AG2R Citroën Team                  | "                      |
| 08.   | Benjamin Thomas  | FRA    | Cofidis                            | "                      |
| 09.   | Toms Skujiņš     | LAT    | Trek-Segafredo                     | "                      |
| 010.  | Andrea Piccolo   | ITA    | EF Education-EasyPost              | "                      |